# Тульська (платформа)
Тульська (рос. Тульская) (до 01.04.2019 — ЗІЛ) — зупинний пункт/пасажирська платформа Павелецького напрямку Московської залізниці у Москві.
Частково (тільки по I, III коліях) розташована у межах станції Москва-Товарна-Павелецька (в її південній частині), основний колійний розвиток станції починається на північ від платформи. II колія є перегоном до станції «Коломенське» (вхідний світлофор на станцію розташовано біля північного краю платформи).
Назву «ЗІЛ» платформа отримала по імені заводу, що розташовано на іншому березі Москви-ріки.
На зупинному пункті 2 пасажирські платформи — східна острівна (I, II колії), західна берегова (III колія), турнікетами не обладнані.
Фактично використовують тільки острівну платформу, звідки в торцях є 2 виходи (сходи вгору на Автозаводський міст, сходи вниз на Велику Тульську вулицю). Берегову платформу, вздовж якої проходить 3-я колія, використовують рідко (по III колії вантажний та швидкісний рух), проте вона розташована найближче до зупинки трамваїв (пересадка), також поруч розташована єдина каса.

## Історія
В період 1958—кінець 1980-х платформа мала назву Річковий вокзал, по розташованому поруч Південному річковому вокзалу.
Під час заміни шляхопроводів на південь від платформи через Велику Тульську вулицю в середині 2000-х 3 колії головного ходу були зміщені поетапно на захід, побудована нова берегова західна платформа, а стару східну берегову перестали використовувати. Вона довгий час була занедбана, рейки біля неї зняті. До старої платформи, як і до острівної, були сходи з Автозаводського моста. У вересні 2008 р платформа розібрана, але сходи були залишені.
Нові платформи були сполучені перехідним мостом, який, на відміну від інших мостів в Москві, був з металевими сходами і дерев'яним настилом. 27 жовтня 2008 року міст розібраний.

## Пересадки
- Метростанцію  Тульська
- Трамваї: 3,  47;
- Автобуси: м9, м95, c799, с910, 944, 965, н8;